# Szafarnia (gromada)
Szafarnia – dawna gromada, czyli najmniejsza jednostka podziału terytorialnego Polskiej Rzeczypospolitej Ludowej w latach 1954–1972.
Gromady, z gromadzkimi radami narodowymi (GRN) jako organami władzy najniższego stopnia na wsi, funkcjonowały od reformy reorganizującej administrację wiejską przeprowadzonej jesienią 1954 do momentu ich zniesienia z dniem 1 stycznia 1973, tym samym wypierając organizację gminną w latach 1954–1972.
Gromadę Szafarnia z siedzibą GRN w Szafarni utworzono – jako jedną z 8759 gromad na obszarze Polski – w powiecie rypińskim w woj. bydgoskim, na mocy uchwały nr 24/10 WRN w Bydgoszczy z dnia 5 października 1954. W skład jednostki weszły obszary dotychczasowych gromad Szafarnia, Płonne, Płonko, Białkowo i Bocheniec oraz osada Łubki z dotychczasowej gromady Jakubkowo ze zniesionej gminy Radomin a także obszar dotychczasowej gromady Sadykierz (bez miejscowości Cegielnia i Zaręba, które włączono do Golubia-Dobrzynia) oraz osada Pólka z dotychczasowej gromady Sokołowo ze zniesionej gminy Zbójno w tymże powiecie. Dla gromady ustalono 23 członków gromadzkiej rady narodowej.
1 stycznia 1956 gromadę włączono do nowo utworzonego powiatu golubsko-dobrzyńskiego w tymże województwie.
31 grudnia 1961 do gromady Szafarnia włączono wsie Sokołowo i Kamionka ze zniesionej gromady Dulsk w tymże powiecie.
1 stycznia 1969 do gromady Szafarnia włączono grunty rolne o powierzchni ogólnej 248,41 ha z miasta Golubia-Dobrzynia w tymże powiecie.
Gromadę zniesiono 1 stycznia 1972, a jej obszar włączono do gromad Radomin (sołectwa Bocheniec, Kamionka, Łubki, Płonko, Płonne, Rodzone i Szafarnia) i nowo utworzonej Golub-Dobrzyń (sołectwa Białkowo i Sokołowo) w tymże powiecie.